# نانافالیا (آلاباما)
نانافالیا (به انگلیسی: Nanafalia) شهرکی در شهرستان مارنگو ایالت آلاباما است که مساحت آن ۵٫۶۲ کیلومترمربع است و در سرشماری سال ۲۰۱۰ میلادی، ۹۴ نفر جمعیت داشته و تراکم جمعیتی آن، ۱۶٫۷۳ در کیلومترمربع بوده است.